# Trigonostemon laxiflorus
Trigonostemon laxiflorus là một loài thực vật có hoa trong họ Đại kích. Loài này được Merr. miêu tả khoa học đầu tiên năm 1920.